# 中央旁小叶
中央旁小叶（英文：Paracentral lobule）位于大脑半球的内侧面，是中央前回和中央后回在内侧面的延伸结构。

## 结构
中央旁小叶同时包含额叶和顶叶的部分区域：
- 中央旁小叶的前部属于额叶，边界为中央旁沟，也包含布罗德曼第6分区的一小部分（这是由于大脑半球内侧的中央旁沟与外侧的中央前沟并不对应）；

- 中央旁小叶的后部属于顶叶，边界为缘沟。

值得注意的是，中央沟在大脑半球外侧面分隔额叶和顶叶，但在内侧表面不可见。

## 功能
大脑半球一侧的中央旁小叶支配身体另一侧下肢的运动和感觉，同时控制排便和排尿。

## 图像

左侧大脑半球：中央旁小叶在红色标记处
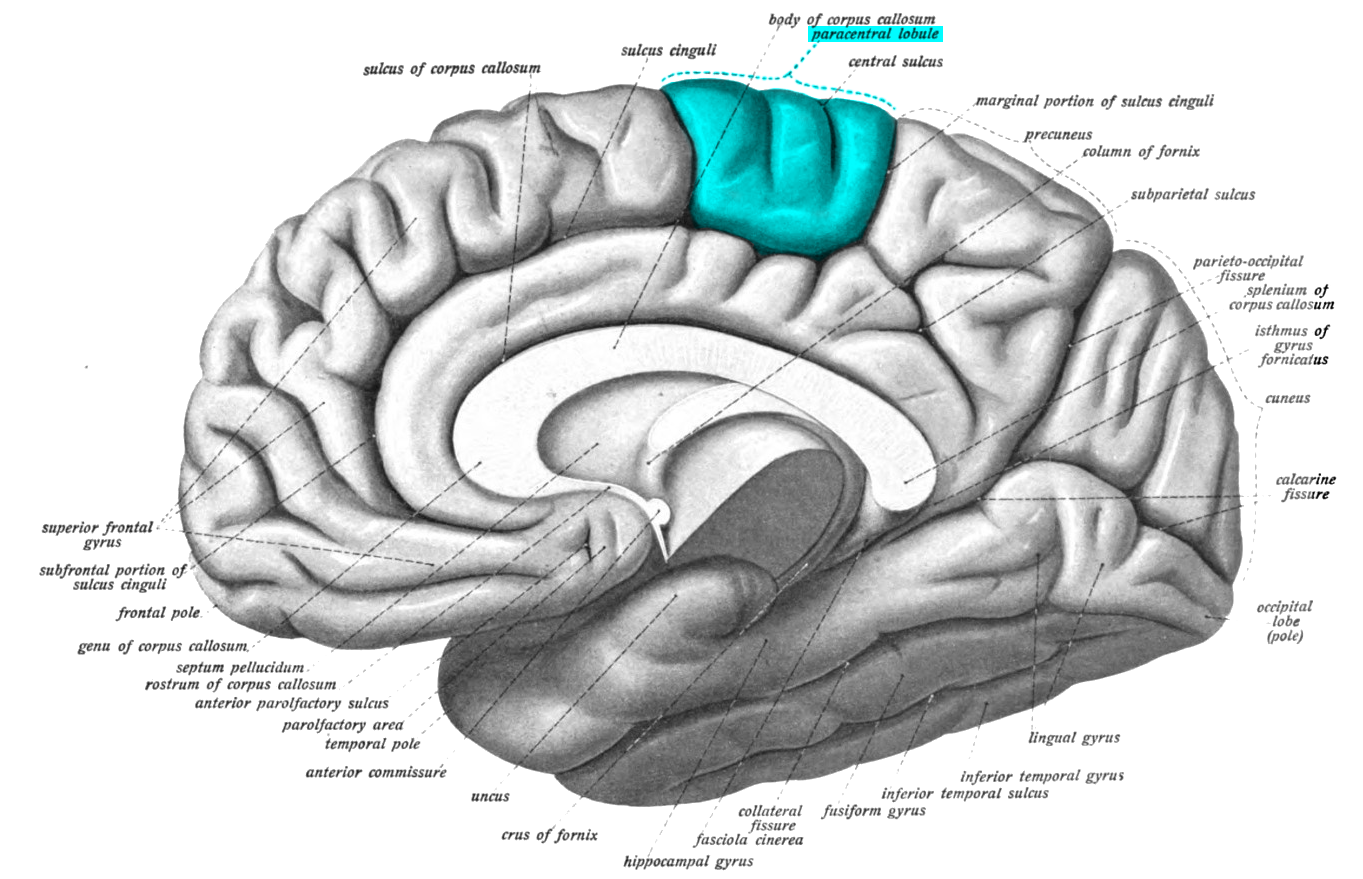
右侧大脑半球内内侧面：中央旁小叶在蓝色标记处